# Chrudim III

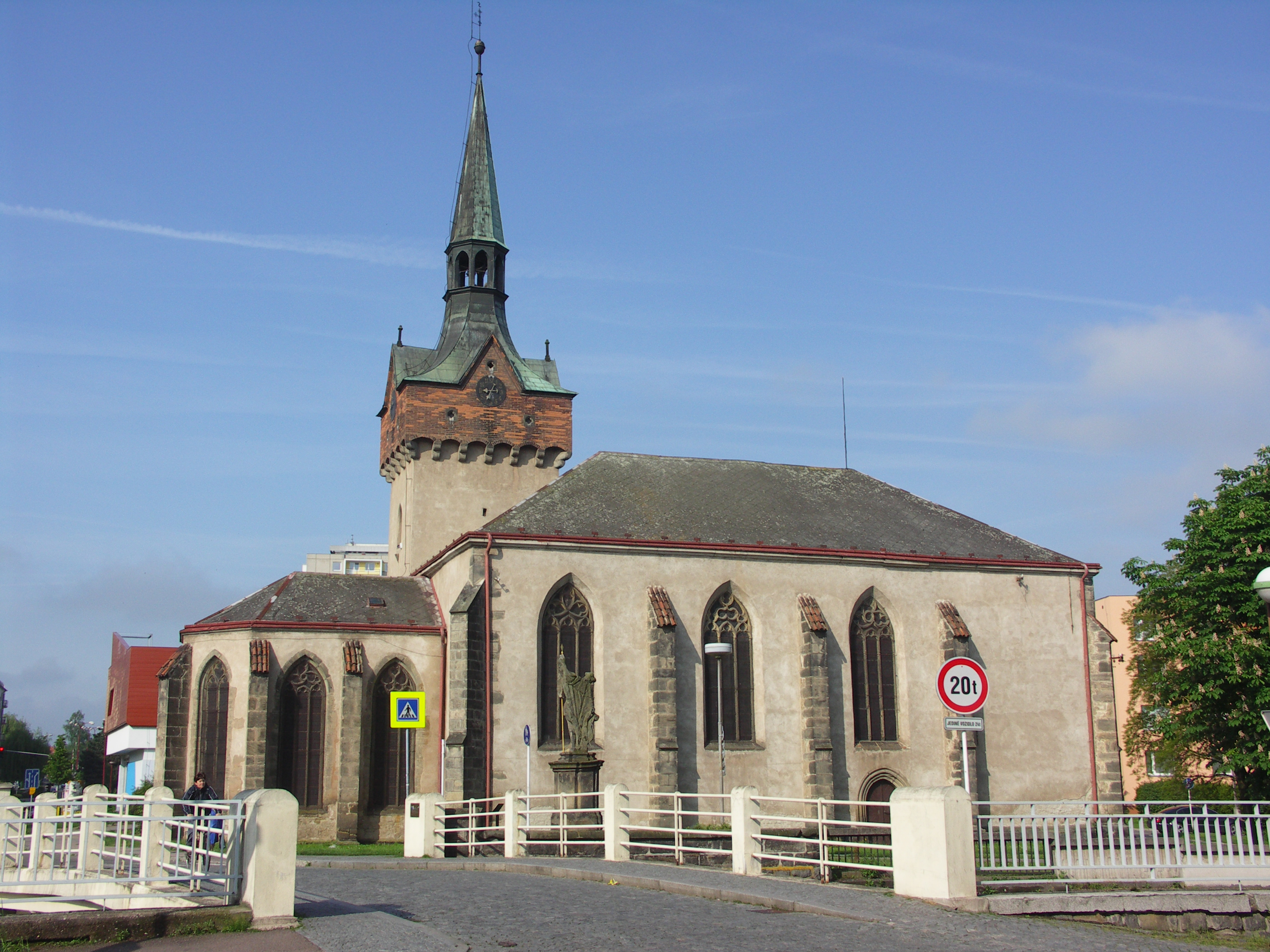
Kirche der hl. Katharina

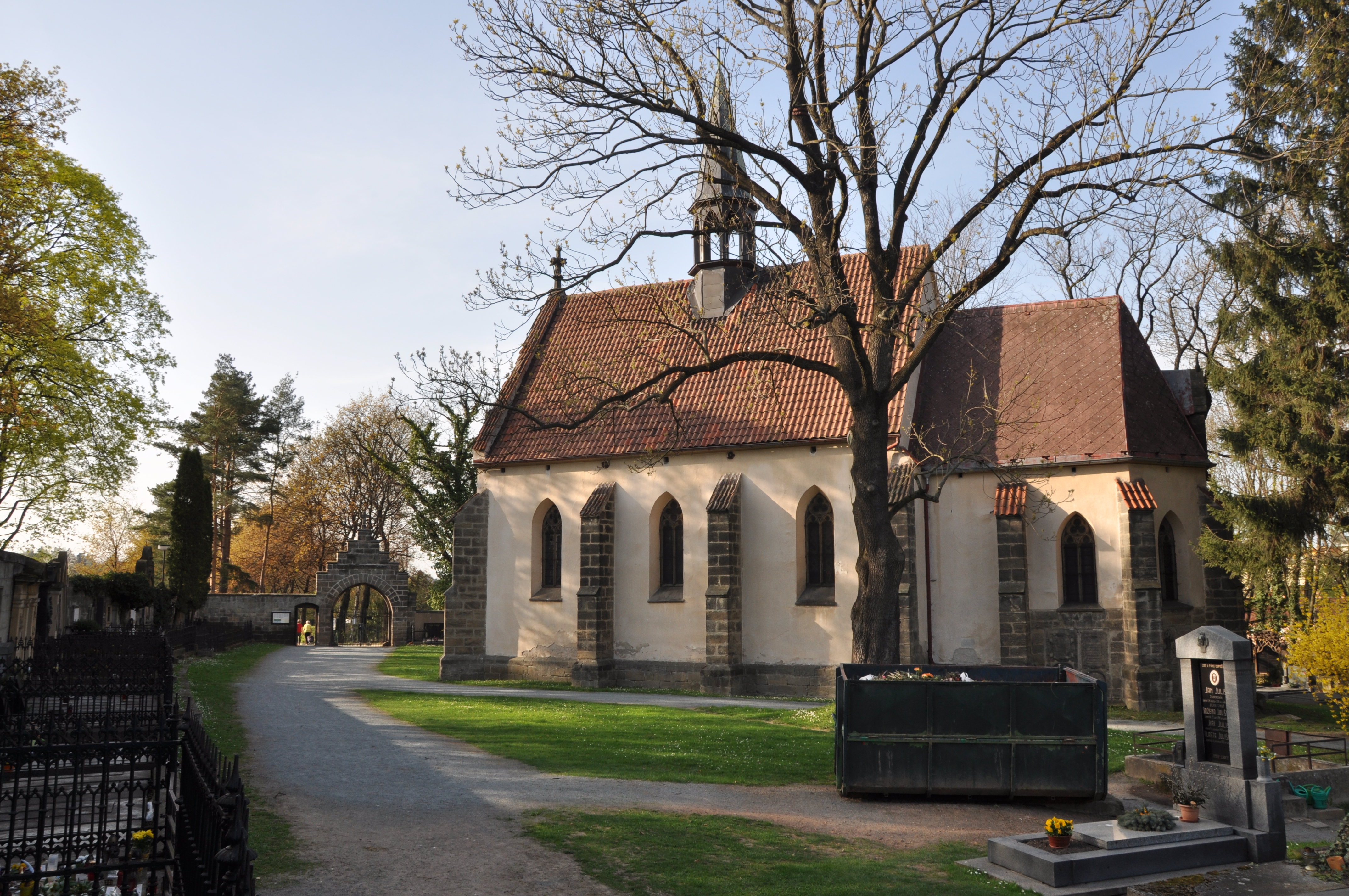
Begräbniskirche der hl. Kreuzerhöhung

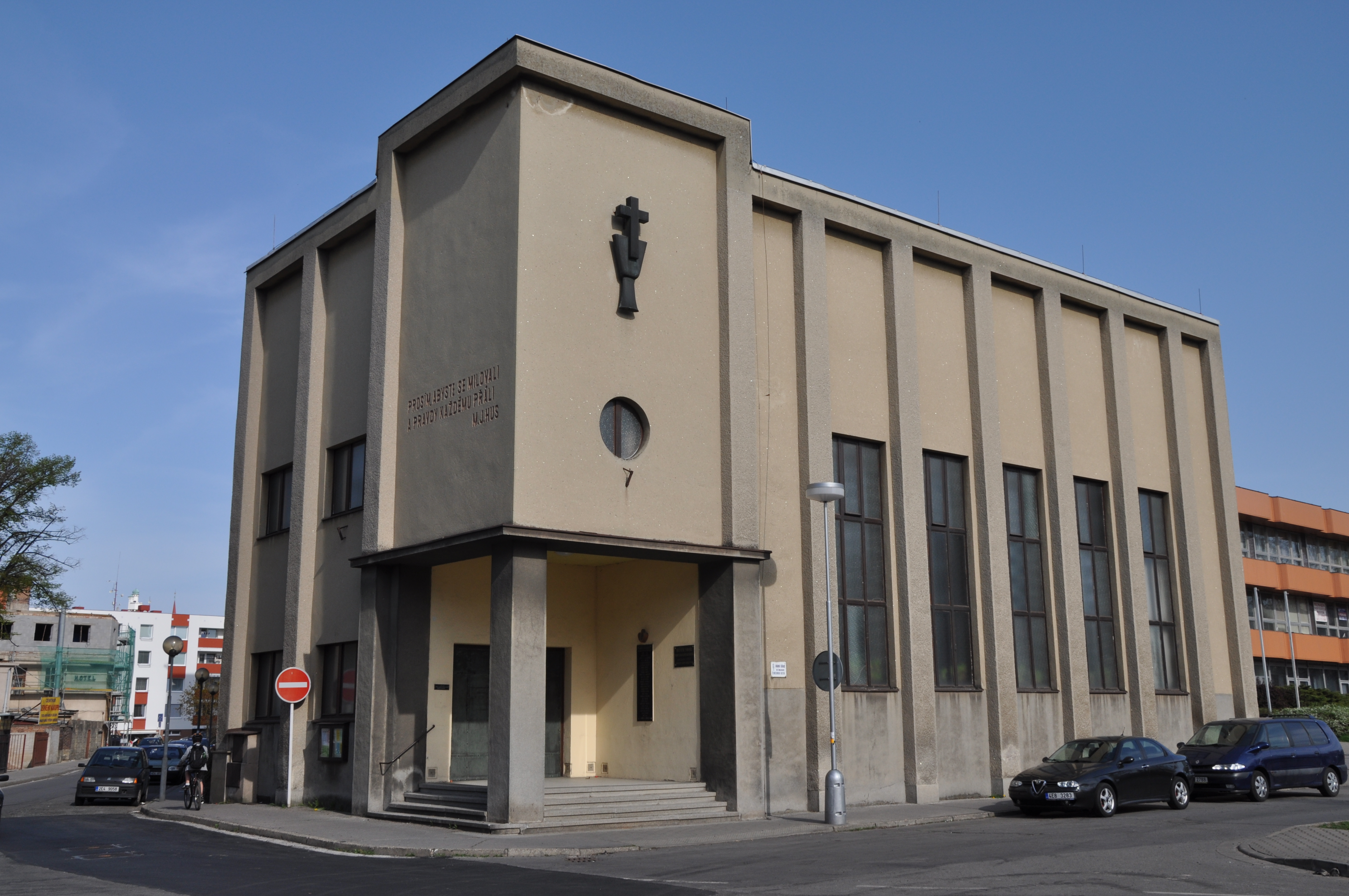
Hussitische Kirche

Chrudim III, früher Kateřinské Předměstí (deutsch Katharinenvorstadt), ist ein Ortsteil der Stadt Chrudim in Tschechien. Er liegt südlich des Stadtzentrums von Chrudim und gehört zum Okres Chrudim.

## Geographie
Chrudim III erstreckt sich linksseitig der Chrudimka auf der Heřmanoměstecká tabule (Hermannstädtler Tafel); den südlichsten Teil bildet der Chrudimer Wald (Chrudimský les) im Eisengebirge, dort erheben sich die Hůra (392 m n.m.) und die Podhůra (356 m n.m.). Durch Chrudim III führen die Staatsstraße I/17 zwischen Heřmanův Městec und Hrochův Týnec, die Staatsstraße I/37 zwischen Pardubice und Slatiňany sowie die Staatsstraße II/340 zwischen Dašice und Seč. Außerdem verläuft die Bahnstrecke Havlíčkův Brod–Pardubice durch den Ortsteil, in Chrudim III befindet sich der Bahnhof Chrudim. Auf der Anhöhe Skřivánky befindet sich der Flugplatz Chrudim (LKCR).
Nachbarorte sind Chrudim IV und Chrudim I im Norden, Chrudim II im Nordosten, Presy und Vlčnov im Osten, Orel und Slatiňany im Südosten, Říště und Rabštejnská Lhota im Süden, Sobětuchy und Zavadilka im Südwesten, Vrcha und Kozojedy im Westen sowie Markovice im Nordwesten.

## Geschichte
Nach der Gründung der Stadt Chrudim entwickelte sich unterhalb der Stadtmauern an der Chrudimka eine kleine Vorstadtsiedlung. Seit der Mitte des 14. Jahrhunderts bestand auf der Anhöhe gegenüber der Stadt die Pfarrkirche der hl. Kreuzerhöhung, vermutlich ist sie weitaus älter. Im 15. Jahrhundert entstand das zweite Chrudimer Spital mit der Katharinenkirche. Zum Ende des 19. Jahrhunderts setzte eine Erweiterung der Katharinen-Vorstadt ein.
Im Jahre 1835 bestand die Katharinen-Vorstadt aus 223 Häusern mit 1587 Einwohnern. Zur Katharinen-Vorstadt konskribiert waren die städtische Ziegelbrennerei, das Jägerhaus und der Strakische Hof mit einem Nebengebäude. In der Katharinen-Vorstadt lagen die Kirche St. Katharina, das städtische Spital, die Militärkaserne, das Militärspital und der Kirchenkassa-Stiftungshof. Außerhalb der Vorstadt befand sich die Kirche zum hl. Kreuz mit dem Militärfriedhof und dem protestantischen Friedhof. Gepfarrt war die Vorstadt zur Dekanalkirche.
Nach der Aufhebung der Patrimonialherrschaften bildete Kateřinina Čtvrt / Katharinen-Vorstadt ab 1849 einen Stadtteil der Kreisstadt Chrudim. Am 6. August 1850 zerstörte ein Großfeuer die Vorstadt. Ab 1868 gehörte der Stadtteil zum neuen Bezirk Chrudim. 1869 hatte Kateřinina Čtvrt 2010 Einwohner. Zwischen 1869 und 1871 erfolgte der Bau der Bahnstrecke Deutschbrod–Pardubitz, am Rande der Katharinen-Vorstadt entstand der Bahnhof Chrudim. Im Jahre 1900 lebten in der Vorstadt 3240 Personen, zehn Jahre später waren es 3684.
1930 hatte Kateřinská Čtvrt 4026 Einwohner. In der zweiten Hälfte des 20. Jahrhunderts wurde die Vorstadt weiter vergrößert, zudem entstanden Sportanlagen. Im Zuge der Neustrukturierung der Stadt Chrudim wurde im März 1980 aus der Vorstadt Kateřinské Předměstí der Ortsteil Chrudim III geschaffen. Zu dieser Zeit erreichte der Ortsteil mit 9172 Einwohnern seine höchste Bevölkerungszahl. Im Jahre 2001 lebten in den 643 Häusern von Chrudim III 7751 Personen.

## Ortsgliederung
Der Ortsteil Chrudim III besteht aus den Grundsiedlungseinheiten Chrudim-střed, Hřbitovní strana, Kateřinské Předměstí, Kateřinské Předměstí-západ, Na Skřivánku, Píšťovy (Pischtow), Pod Skřivánkem, Podhůra, U Sobětuch und Za Pivovarem. Zu Chrudim III gehören zudem die Wohnplätze Janderov, Kometa, Kosova Seč und sídliště U Stadionu.
Chrudim III ist Teil des Katastralbezirks Chrudim.

## Sehenswürdigkeiten und Kultur
- Katharinen-Kirche, sie wurde im 15. Jahrhundert erstmals erwähnt und gehörte zu einem der beiden Chrudimer Spitale. 1536 wurde die Kirche erweitert und das heutige Schiff angelegt. Bis zum Dreißigjährigen Krieg war sie das protestantische Gotteshaus der Stadt. 1691 erfolgte ein erneuter Umbau. Mit ihren zwei, mit hohen Zelthauben versehenen Türmen sowie zwei weiteren hohen Zeltdächern auf dem Schiff und Chor prägte die Kirche das Stadtbild. In der Mitte des 18. Jahrhunderts schuf Joseph Ceregetti ein neues Hochaltarblatt. Beim Brand vom 6. August 1850 wurde die Kirche zerstört. Der Wiederaufbau war 1887 vollendet, die markanten Zeltdächer wurden jedoch nicht wiederhergestellt. Am 8. September 1888 erfolgte die Weihe. In der Kirche befinden sich die Grabstätten des Dechanten Wenzel Agricola († 1660) und des Ritters Wenzel Stastny Straník von Kopidlno auf Vlčnov († 1680).[4]
- Begräbniskirche der hl. Kreuzerhöhung, sie soll im Jahre 987 erbaut worden sein und gilt als die älteste der Chrudimer Kirchen. Erstmals schriftlich erwähnt wurde sie 1359 als Pfarrkirche. Im Jahre 1874 wurde die Kirche instand gesetzt und neu geweiht.[5] Die Bildhauerarbeit am Altar erfolgte 1672 im Auftrag des Ratsherrn Sigmund Žapský von Žap. An der Außenmauer befindet sich der Grabstein des Georg Swiechin von Baumberg (Paumberk - † 1513).
- Hussitische Kirche, sie entstand nach Plänen des Chrudimer Baumeisters Cyril Luhan und wurde 1935 geweiht.[6]
- Kotěrova vila, die Jugendstilvilla wurde 1906–1907 für Oldřich Sýkora anstelle eines alten Hauses aus dem Jahre 1780 errichtet. Ihr Bau wurde lange Zeit dem mit dem Bauherrn befreundeten Architekten Jan Kotěra zugeschrieben, nach neueren Erkenntnissen stammen die Pläne von Kotěras Schüler Jan Šachl.
- Aussichtstürme Bára und Bára II an der Podhůra
- Seilgärten bei Podhůra
- Čertova skalka bei Podhůra